# 主動脈弓
主動脈弓（aortic arch）為連結升主動脈和降主動脈的弓狀動脈。主動脈弓的路徑一面轉彎一面後行，並最後行走於氣管左方。

## 解剖構造
主動脈弓起始於右側第二胸肋關節處，朝後上方行走至氣管左前方；達最高點後朝正後方走至氣管左邊，最後於第四胸椎處下行。隨後下行成為降主動脈:214。
主動脈弓有三條分支：頭臂動脈幹、左總頸動脈，及左鎖骨下動脈。頭臂動脈幹始於胸骨板後方，比另外兩條分支稍微前面一點，為三條分支中最粗大的一條。左總頸動脈則始於頭臂動脈幹左方，沿氣管左側開始上行，並經過上縱膈。左鎖骨下動脈始於左總頸動脈左方，與左總頸動脈一樣沿氣管左側開始上行，並經過上縱膈:216。
主動脈弓的頂點通常位於胸骨柄上緣下方2.5 cm處。主動脈剛出心臟時，其直徑可大至40 mm，升主動脈直徑會縮至35–38 mm以下，主動脈弓則約為30 mm左右，迄降主動脈則為25 mm以下。
主動脈弓位於縱膈之內。

## 臨床意義
主動脈結是指主動脈弓在正面胸部造影時所能見到的影子。
在某些先天異常的患者，主動脈弓可能會壓迫氣管而造成呼吸困難，因此有些醫師實施主動脈固定術，將主動脈弓固定於胸骨以避免壓迫氣管。

## 其他圖像

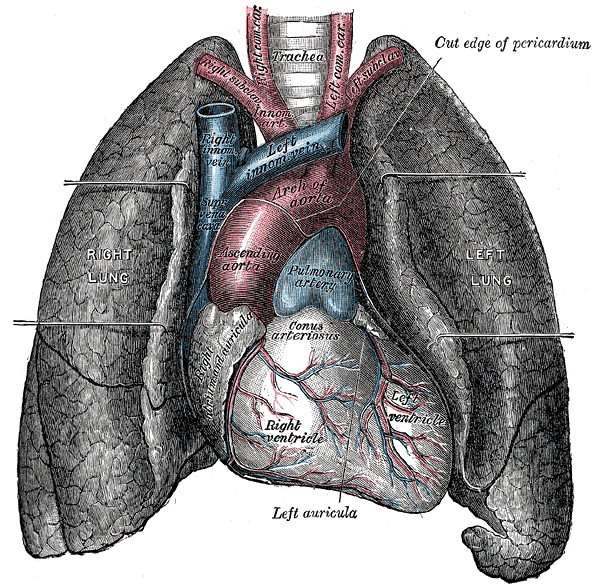
主動脈弓在胸腔的位置，可看見兩側有肺，下方則為心臟。
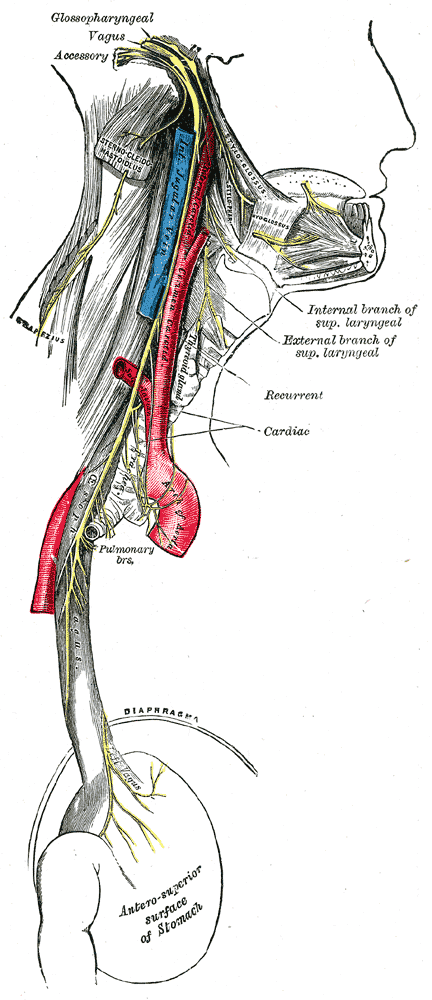
喉返神經會從主動脈弓下穿越。

## 外部連結
- Right Aortic Arch[永久] Anatomy Teaching Case from MedPix